# Oxyopes cochinchinensis
Oxyopes cochinchinensis là một loài nhện trong họ Oxyopidae.
Loài này thuộc chi Oxyopes. Oxyopes cochinchinensis được Charles Athanase Walckenaer mô tả năm 1837.